# ヴェロニク (ロケット)

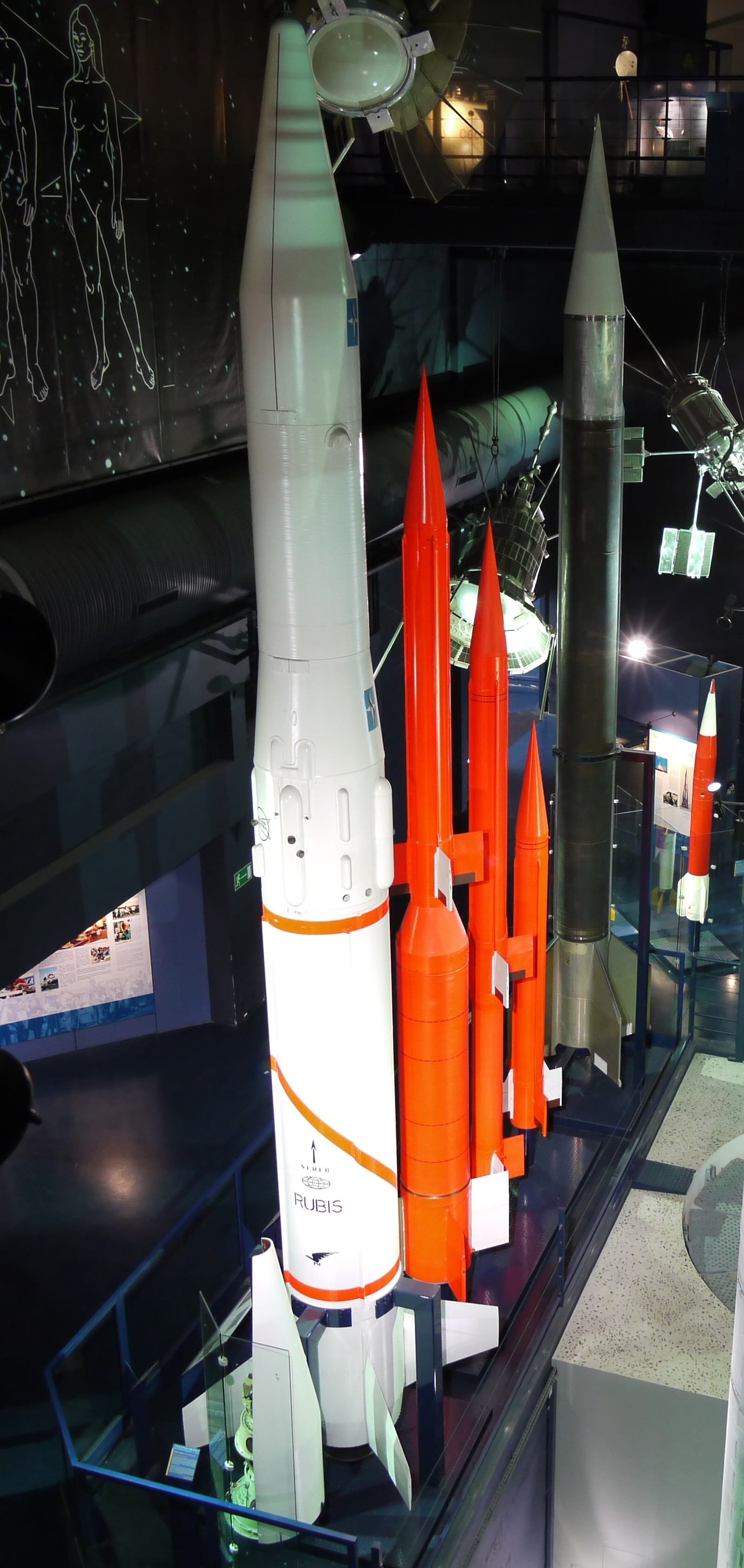
右から2番目の黒色のロケットがヴェロニク

ヴェロニク（Véronique）は、フランスの観測ロケット。

## 開発
当初、フランスの宇宙開発はジャン＝ジャック・バール達、フランス人のみで進められていたものの、EOLEの開発に失敗するなど、難航しており、並行してペーネミュンデでV2号の開発に携わっていたドイツ人技術者によってシュペルV-2の開発が進められていた。シュペルV-2は中止され、1949年3月にヴェロニクの開発が開始された。硝酸/ケロシンを推進剤とする液体燃料ロケットで、このロケットの第一目標は液体燃料ロケットエンジン開発のための飛行試験機を提供すること、第二目標は高高度に科学ペイロードを打ち上げることであった。
1950年から1969年にかけていくつかの派生機種が製造され、そのうちP2、P6、Rバージョンは試験機のみだった。これらはウール県ヴェルノン市にあるスネクマの工場で生産された。燃焼が不安定な問題もあって大半は失敗した。
フランス国内のSuippesでヴェロニクRとP型の最初の燃焼試験が実施され、ヴェルノンに移転して最終的に1950年から1952年にかけてCardonnetで実施された。
1952年の初頭にN型(通常型)がアルジェリアのアマギールの特殊兵器共同試験センターから発射された。1952年5月に初めて70kmに到達した。大気圏外科学計測のための計測器を搭載するためにより強力な複数の派生型が用意された。
派生型によって重量は1000から2000kgで全長はおよそ6mで60kgのペイロードを運搬する。
フランスによって開発された最初の打ち上げ機であるヴェロニクはこのロケットを動物の宇宙飛行実験に使用してこの技術を保有する世界で3番目の国になった。
1962年にアルジェリアが独立したため、1967年7月に特殊兵器共同試験センターが閉鎖され、試験場をフランス領ギアナのクールーに移転して1968年4月9日にヴェロニクはギアナ宇宙センターから発射された。

## 航空実験
(パリ大学の大気物理学研究所の)Stephen Vassy教授はヴェルノンの弾道技術・航空力学研究所(LRBA)の最初のフランス人の研究者だった。
複数の金属蒸気が上層大気内で放出され雲になりそれが拡散する様子を地上から観測した。ナトリウムが最も扱いやすかった。
Jacques Blamont教授の協力で後にカリウムとリチウムも同様に使用された。TNTの爆発実験で同様に衝撃波の効果が実験された。

## 生物医学実験
CERMA (Centre for Studies and Research of Aerospace Medicine, Professor Grandpierre R)で1963年から1967年に異なる打ち上げが実施された。7機の宇宙飛行がアマギールから打ち上げられた。これらの打ち上げには動物達の微小重力下での挙動を記録するために。動物達はカプセルに入れられ、パラシュートと無線発信機で回収された。
最初の一連のネズミがヴェルノンAGIロケットに乗せられた。Hectorネズミは1961年2月22日に最初に発射された生物になり、この最初の飛行は成功した。1962年10月15日にビーバーネズミが打ち上げられ、弾頭の回収は遅れた。最後に1962年10月18日にPolluxネズミが打ち上げられ回収されなかった。1963年にヴェロニク AGIロケットで猫が打ち上げられた。最初の猫のフェリセット（Félicette）の打ち上げは成功したが、2回目は予定の軌道に届かなかった。
ヴェスタロケットの5回中、2回の飛行では2匹の(Martine と Pierretteと呼ばれた)猿を乗せて高度240km以上の飛行に成功した。

## 諸元
- 総重量: 1,300 kg
- 全長: 7.30 m
- 直径: 0.55 m
- 推力: 40.00 kN
- 高度: 100 km
- 初飛行: 1952年5月20日
- 最終飛行: 1965年2月12日

## ヴェロニク

### ヴェロニク R
燃焼時間を通常のロケットの32秒から6.5秒に制限されたヴェロニクは試験打ち上げ機である。
ヴェロニク R 8 は1950年8月2日に最初に打ち上げられ、最後は1952年1月30日だった。このロケットはフランスのSuippesで1950年から1951年にかけて試験され、1952年初頭にCardonnetで試験された。合計8機が失敗も含めて打ち上げられた。
- 最大速度: 2 km
- 離陸時の推力: 40 kN
- 重量: 1 000 kg
- 直径: 0.55 m
- 全長: 6.00 m
- 推進剤: 硝酸/ケロシン

### ヴェロニク P2
この派生型は有線誘導システムの試験目的で開発され、2基の固体推進剤ロケットを動力とする。1954年4月1日に1回のみ試射された。
- 最大速度: 2 km
- 離陸時の推力: 20 kN
- 全長: 6 m
- 推進剤: 固体推進剤

### ヴェロニク P6
この派生型は有線誘導システムの試験を目的として開発され、6基の固体推進剤ロケットを動力とする。1952年1月25日と28日の2回試射された。
- 最大速度: 2 km
- 離陸時の推力: 20 kN
- 全長: 6 m
- 推進剤: 固体推進剤

### ヴェロニク N
打ち上げ機として運用された通常のヴェロニク
- 最大速度: 65 km
- 離陸時の推力: 40 kN
- 重量: 1 100 kg
- 直径: 0.55 m
- 全長: 6.50 m
- 推進剤: 硝酸/ケロシン

### ヴェロニク NA
高高度で野心的な科学対象に到達するためのヴェロニク Nの延長型である。燃料噴射装置が強化され、燃焼の安定性が向上した。
- 最大速度: 135 km
- 離陸時の推力: 40 kN
- 重量: 1 435 kg
- 直径: 0.55 m
- 全長: 7.30 m
- 推進剤: 硝酸/ケロシン

科学機材を搭載した最初の打ち上げは1954年10月19日にアマギールから実施された。(パリ大気物理学研究所の)Karl RawerとEtienne Vassy教授の独特の地上の長波放送の受信機を備えて高度によって電離層での減衰を調べた。

### ヴェロニク AGI
ヴェロニク AGIロケット派生型は元は国際地球観測年に合わせていた。空虚重量を低減してケロシンの代わりにテレピン油を使用するようにして簡略化されたエンジンを搭載する改良されたヴェロニク NA 打ち上げ機だった。この改良により、高度210kmに到達が可能になった。最初のヴェロニク AGIは1965年10月22日に打ち上げられ、最後は1969年2月20日だった。これはフランスの最初の生物の打ち上げだった。(内容は注釈を参照)
- 最大速度: 210 km
- ペイロード: 60 kg
- 離陸時の推力: 40 kN.
- 重量: 1 342 kg
- 直径: 0.55 m
- 全長: 7.10 m
- 推進剤: 硝酸 / テレピン油

### ヴェロニク61
これは推力を50%向上した派生型である。1961年に開発された。6回の打ち上げで4回が失敗した。最初のロケットは1964年6月8日に打ち上げられ、最後は1967年2月24日だった。
- ペイロード: 60 kg
- 最大速度: 300 km
- 離陸時の推力: 60 kN
- 総重量: 1 932 kg
- 直径: 0.55 m
- 全長: 9.5 m
- 推進剤: 硝酸とテレピン油とエンジンの始動用にフルフリルアルコール

### ヴェロニク 61M
これはヴェルノン61をより大型のペイロードを運搬するために延長した派生型である。15回打ち上げられて13回失敗した。最初の打ち上げは1966年3月24日で最後は1975年5月31日だった。
- ペイロード: 100 kg
- 最大速度: 325 km
- 離陸時の推力: 60 kN
- 総重量: 2 050 kg
- 直径: 0.55 m
- 全長: 11.7 m
- 推進剤: 硝酸とテレピン油とエンジンの始動用にフルフリルアルコール

### ヴェスタ
このロケットは高度600kmに到達する能力を有するスーパーヴェロニクを製造するために1950年代末に調査された。1964年から1969年に試験されて5機のヴェスタが打ち上げられた。
- ペイロード: 500 kg
- 最大速度: 400 km
- 離陸時の推力: 140 kN
- 総重量: 5 700 kg
- 直径: 1 m
- 全長: 10.2 m
- 推進剤: 硝酸とテレピン油

## 参考資料
- http://www.astronautix.com/lvs/vernique.htm